# 1-я отдельная Югославская пехотная бригада
1-я отдельная Югославская пехотная бригада (сербохорв. Прва југословенска бригада / Prva jugoslovenska brigada, в некоторых исторических источниках известна как 1-я Югославская бригада или 1-я добровольческая Югославская пехотная бригада) — военное подразделение Красной Армии и Народно-освободительной армии Югославии, сформированное из югославских партизан-антифашистов, пленных солдат НГХ, заключённых венгерских, немецких, итальянских тюрем и других лиц.

## История

### Формирование
Во второй половине сентября 1943 года в деревне Большое Карасёво (недалеко от Коломны) появился военный лагерь, в котором проходили обучение югославские солдаты-антифашисты. В личный состав бригады также входили политические эмигранты, заключённые тюрем Венгрии, насильно мобилизованные рабочие, пленные солдаты Германии, а также солдаты хорватского и итальянского легионов, попавшие в плен в ходе битвы за Сталинград. Формирование югославской части продолжалось до июня 1944 года. 1 января 1944 года было официально образовано югославское военное подразделение, а 23 июня 1944 оно было официально принято в ряды Красной Армии.
По состоянию на 16 апреля 1944 в подразделении насчитывалось 1543 солдата. По данным полковника Воймира Кляковича, работника Военного института Белграда, этнический состав дивизии был следующим:
- 775 хорватов
- 440 словенцев
- 293 серба
- 14 евреев
- 10 словаков
- 5 русских
- 3 русина
- 2 венгра
- 1 черногорец

Из представителей партизанского движения выделялись сербы-жители Бачки, которые пострадали от рук венгерских националистов, югославские эмигранты из Ирана и представители некоторых других народностей Югославии, проживавшие в СССР ещё до начала Второй мировой войны.

### Служба
1-я отдельная Югославская пехотная бригада начала свой боевой путь в конце июля — начале августа 1944 года, будучи прекрасно оснащённой, вооружённой и экипированной. Временно она подчинялась командованию 2-го Украинского фронта. Дорога в Югославию была открыта после Ясско-Кишинёвской операции и разгрома Румынии. На V съезде компартии Югославии Иосип Броз Тито заявил: «Осенью 1944 года в своём блестящем продвижении вперед, преследуя разбитые фашистские орды, героическая Красная Армия вышла к нашей границе». С его же согласия произошло вступление войск 2-го Украинского фронта на территорию Югославии, о котором сообщили агентство ТАСС и журнал «Новая Югославия» 28 сентября 1944 года.
По приказу верховного главнокомандующего Иосипа Броз Тито бригада 6 октября 1944 года вступила под Кладово на территорию Восточной Сербии, где была подчинена командованию 23-й сербской ударной дивизии 14-го корпуса НОАЮ. С учётом подготовленности бригады командование сочло возможным немедленно использовать её в боях со врагом. Хотя из Греции к тому моменту уже начали беспрепятственно отступать немцы по долине реки Ибар, среди них нашлись и те, кто не паниковали: это были части 7-й горной дивизии СС «Принц Ойген». Именно с их частями и столкнулись югославы в конце октября — начале ноября 1944 года.
В ходе непрекращавшихся в течение трёх суток боев бригаде удалось пересечь дорогу Чачак—Ужице и выйти к городу Чачак, но из-за численного превосходства войск противника она была переброшена на участок Горни-Милановац—Чачак. За три дня непрерывных боев бойцы бригады израсходовали по два комплекта боеприпасов и понесли большие потери. После кратковременного отдыха бригада вошла в состав 5-й Краинской дивизии и в декабре направилась на Сремский фронт, попутно добив остатки несдавшихся после Белградской операции войск вермахта.
Весной 1945 года 5-я дивизия через Шабац и Зворник была переброшена в Боснию, где приняла участие в освобождении городов Янина и Биелина. Под городом Брчко вновь разгорелись тяжёлые бои с противником, однако после трёх дней битвы бригада сломила сопротивление немцев и, взаимодействуя с другими частями 1-й армии, двинулась в Славонию, а оттуда ещё дальше на запад. Под Славонски-Бродом бригаде также пришлось вести тяжёлые бои с фашистами, ведь она с боями проходила ежедневно по 40—50 км. К концу войны бригада вышла к австрийской границе.
Ряды бригады постоянно пополнялись новыми бойцами. В итоге только 20 % солдат бригады прошли всю войну с момента формирования бригады и до победоносного завершения, не переводясь никуда (остальные погибли, были ранены или переведены в другие части). В послевоенные годы бригада боролась с усташами, чётниками и несдавшимися коллаборационистами в Драгачево, а позже в районе Окучани, Дарувар, Иванич-Град. Была награждена орденом «За заслуги перед народом».